# Trondhjems mekaniske Værksted
La Trondhjems mekaniske Værksted ou TMV était une importante compagnie de construction navale, située à Trondheim en Norvège. 

## Historique
Elle fut fondée en 1872 par l'ingénieur Sophus August Weidemann. Pendant de nombreuses années, elle fut le plus important employeur de la ville. La majeure partie des actions de TMV fut rachetée par Aker en 1960, pour la fusionner au sein du groupe Aker. L'entreprise ferma en 1983.